# Die schwarze Mühle (Roman)
Die schwarze Mühle (obersorbisch Čorny młyn) ist ein 1968 erschienenes Jugendbuch des sorbischen Schriftstellers Jurij Brězan. In seinem Roman bearbeitet er die Sage vom guten Zauberer Krabat.

## Inhaltsangabe
Der Waisenjunge Krabat hört eine Geschichte von einer Truhe mit sieben Schlössern, die von einem Wolf bewacht wird. Es wird erzählt, dass sich in der Truhe Wissen befinde. Krabat will diese Truhe finden und irrt im Wald herum, bis er auf einen Müller trifft. Der Müller bietet Krabat an, sein Lehrjunge zu werden.
Zunächst weigert sich Krabat, auf das Angebot einzugehen, doch als der Müller erzählt, dass er die Truhe mit den sieben Schlössern und die dazugehörigen Schlüssel hat, nimmt Krabat das Angebot an. Der Müller verspricht Krabat, dass er für jedes Lehrjahr ein Schloss öffnet und ihm ein Buch des Wissens überreicht. Krabat ist bereit, sieben Jahre lang sein Müllerbursche zu werden, wenn er dafür Wissen erhält.
Der Müller bringt Krabat zur Schwarzen Mühle, wo er auf zwölf Müllerburschen trifft, und fordert ihn auf, einen Müllerburschen auszuwählen, der gehen soll, um ihm Platz zu machen. Krabat tut es, und der ausgewählte Müllerbursche wird in einen Keiler verwandelt.
Krabat muss erkennen, dass er in eine Schule für Magie geraten und Schüler eines Zauberers geworden ist. Er beginnt seine Lehre und erfährt, dass der Müller viele seiner Gesellen in Schweine verwandelt oder umgebracht hat. Während der Lehrzeit freundet sich Krabat mit Markus an. Ihre Freundschaft wird so eng, dass sie sich als Brüder ansehen. Beide müssen einen Weg finden, um aus dem Bann des Müllers zu entkommen. Sie finden heraus, dass Mütter zur Mühle kommen müssen, um ihre Söhne freizubitten. Allerdings verwandelt der Müller dann alle Burschen in Raben, und die Mütter müssen versuchen, ihre Söhne zu erkennen. In Rabengestalt gelingt es Krabat, zu Markus’ Mutter zu kommen, um ihr von der Mühle und der Probe zu erzählen. Sie vereinbaren ein Erkennungszeichen. Die Mutter kommt zur Mühle und bittet den Müller um die Freilassung von Krabat und Markus. Der Meister verwandelt alle in Raben, und Markus’ Mutter erkennt Krabat und Markus am vereinbarten Zeichen. Der Meister lässt sie frei, doch er schwört den beiden Rache.

## Hintergrund
Brězan ließ sich von der sorbischen Volkssage inspirieren und wollte sie neu deuten. Er lässt Krabat zu einem Sucher des Wissens werden.

„Die Gestalt ließ mich nicht mehr los. Ich ahnte eine große Geschichte und brauchte Jahre, um ihren Kern herauszufinden: Wissen ist Macht und Macht macht frei.“

Das Buch erschien 1968 im Verlag Neues Leben Berlin. 1971 erschien Krabat von Otfried Preußler, welches gerne mit Jurij Brězans Werk verglichen wird.
1976 schrieb Jurij Brězan den Roman Krabat oder Die Verwandlung der Welt und 1993 Krabat oder Die Bewahrung der Welt, die ebenfalls Bezug zur Sage haben und auch als Bühnenwerke umgesetzt wurden.

## Verfilmung
1975 wurde das Buch von Jurij Brězan unter der Regie von Celino Bleiweiß für das DDR-Fernsehen verfilmt. Es spielten Klaus Brasch als Krabat, Leon Niemczyk als Müller und Wolfgang Penz als Markus.